# Smokówka (Dolina Szklarki)
Smokówka (468 m) – skaliste wzniesienie w miejscowości Jerzmanowice, w województwie małopolskim, w powiecie krakowskim, w gminie Jerzmanowice-Przeginia. Znajduje się na Wyżynie Olkuskiej będącej częścią Wyżyny Krakowsko-Częstochowskiej.
Smokówka wznosi się wśród pól uprawnych na lewych zboczach bocznego odgałęzienia Doliny Szklarki o nazwie Wąwóz do Smokówki. Jest to zbudowane z wapieni ostańcowe wzniesienie z kilkumetrowej wysokości skałkami. Największe ich skupisko znajduje się u zachodnich podnóży wzniesienia, przy dnie Wąwozu do Smokówki. Smokówka porośnięta jest drzewami i krzewami. Znajdują się w nim dwa obiekty jaskiniowe: Szczelina w Smokówce i Szczelina Smoka.
Wśród pól, odległości około 200 m na północ od Smokówki znajduje się podobne, również skaliste, ale nieco większe wzniesienie Cisówki.

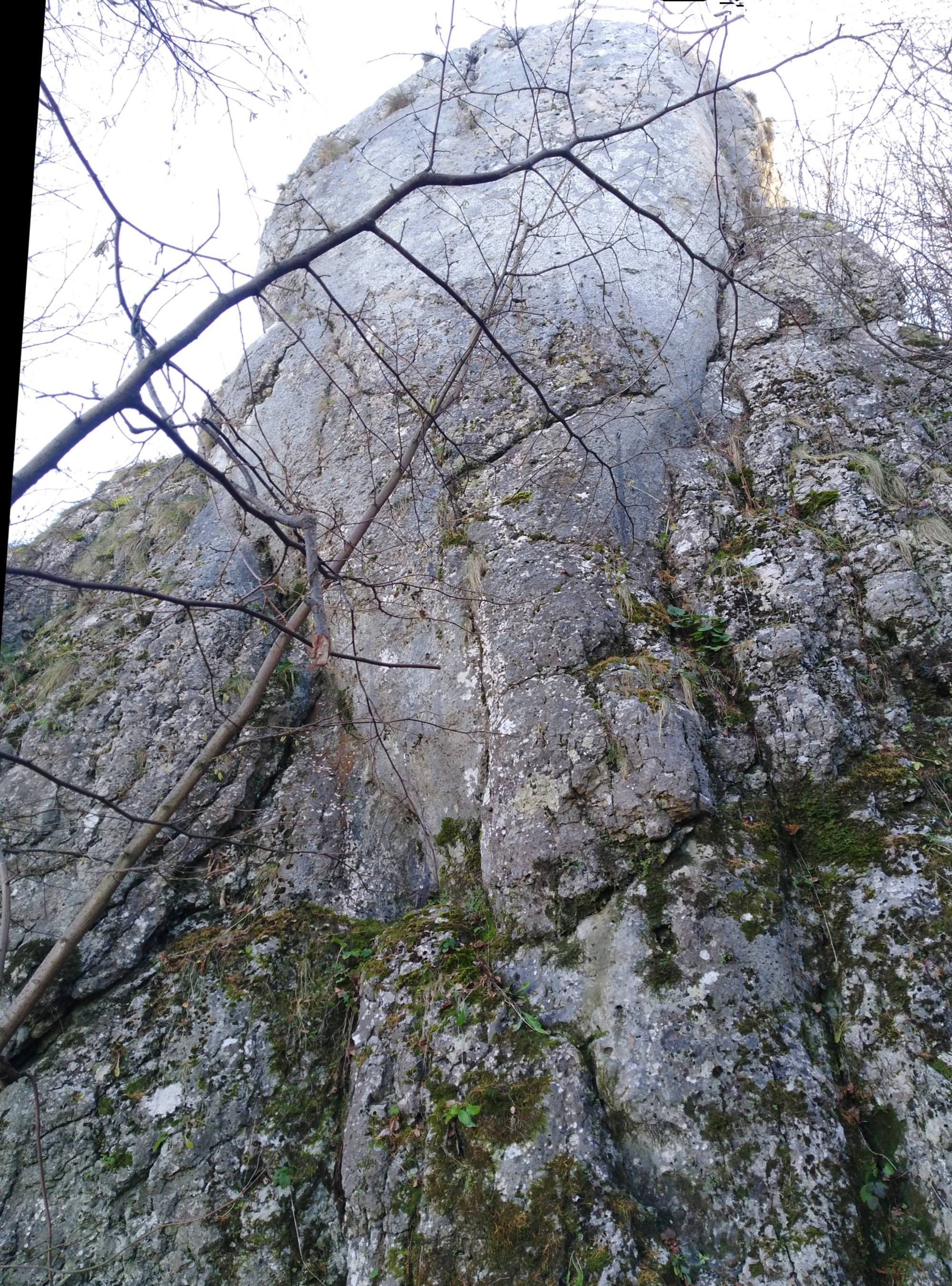
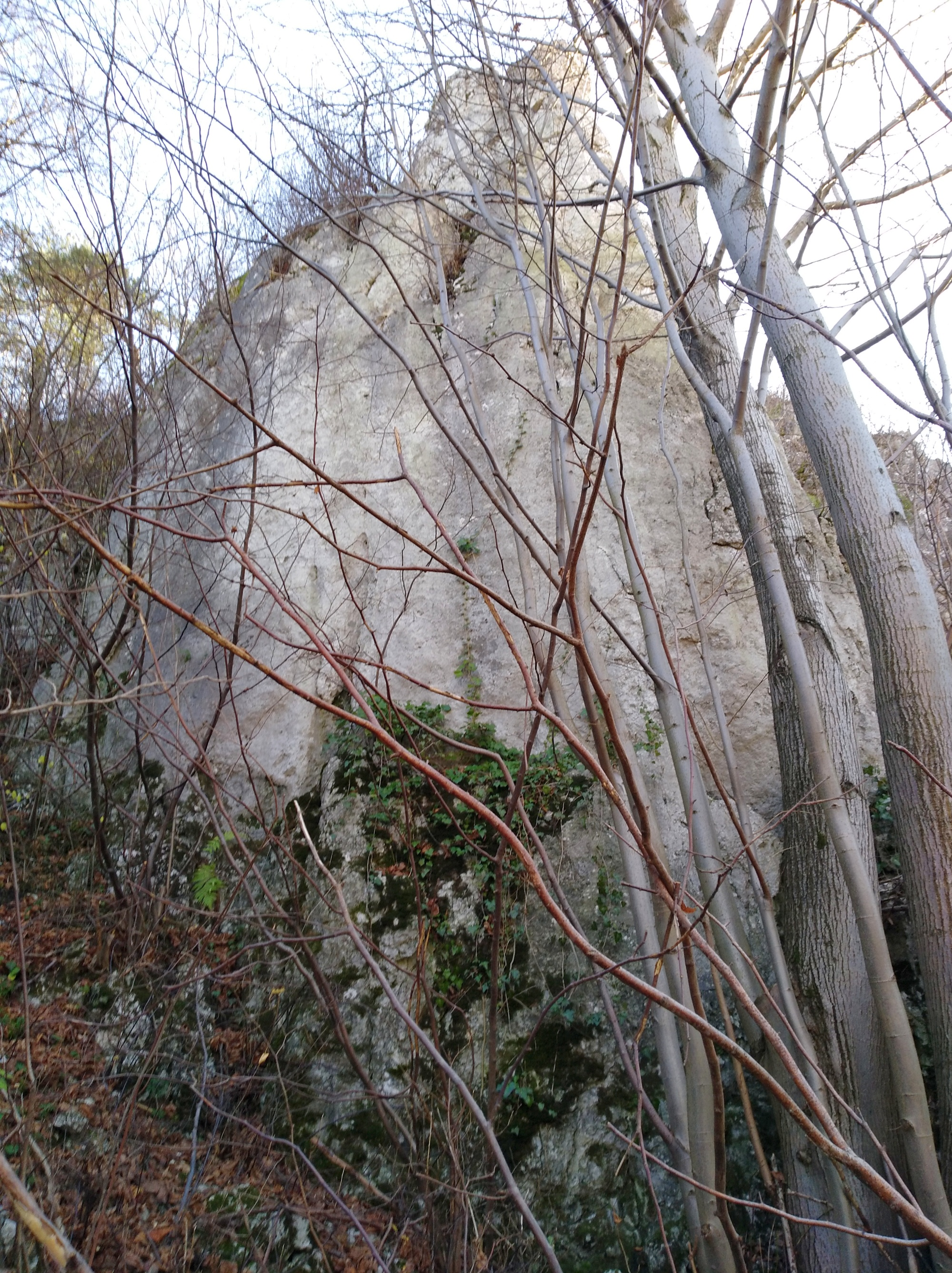
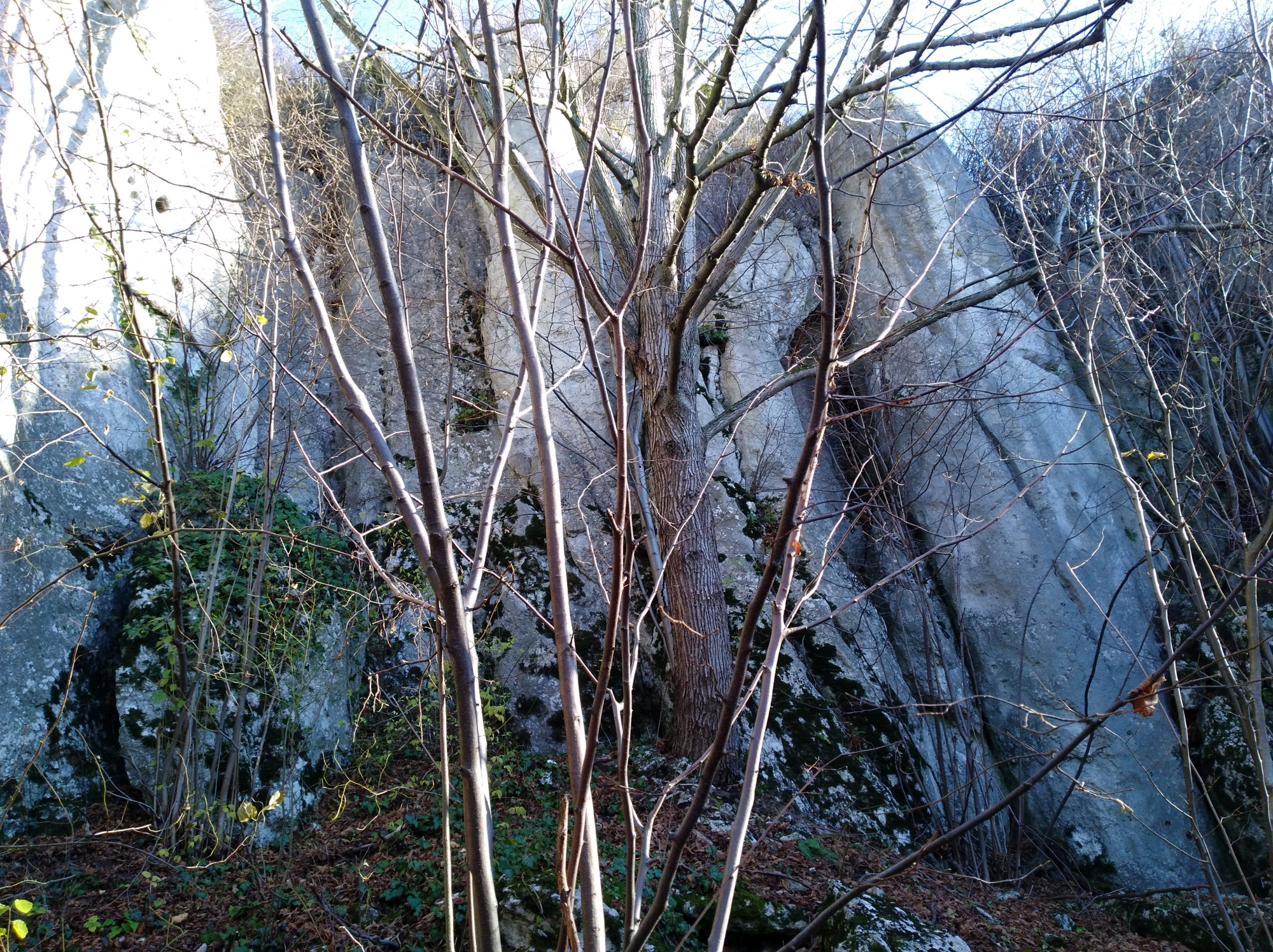
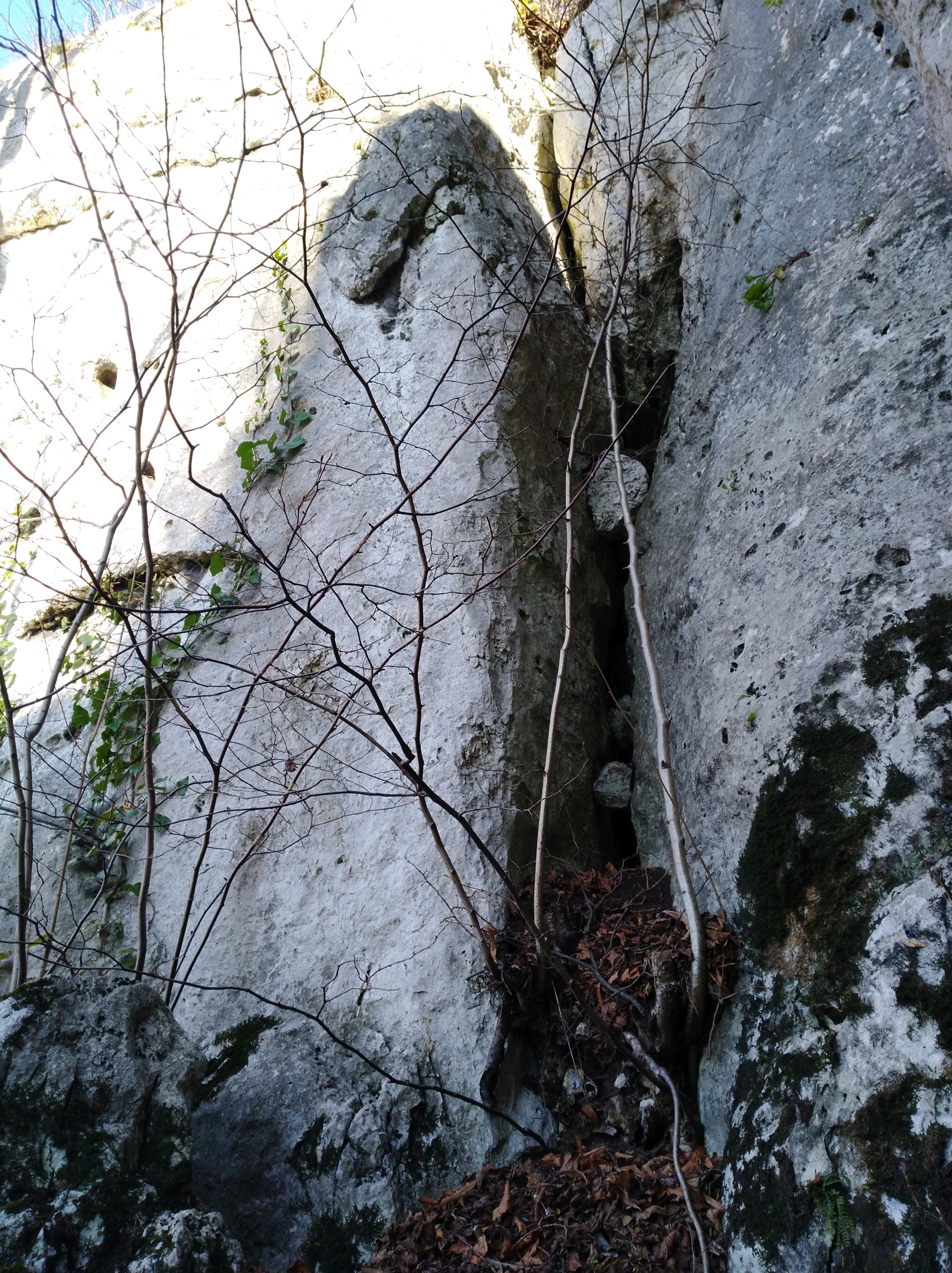
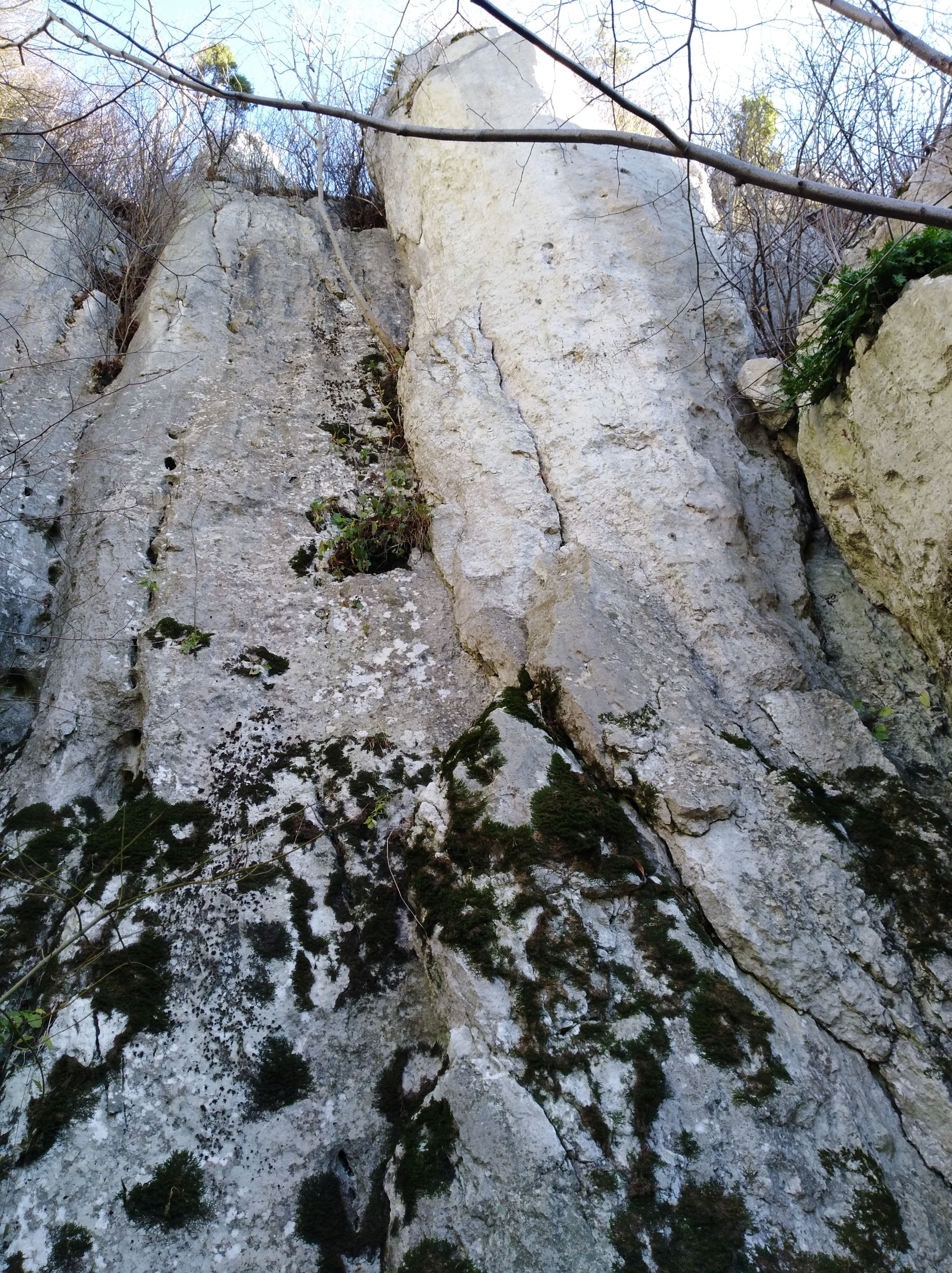